# Kopflinde

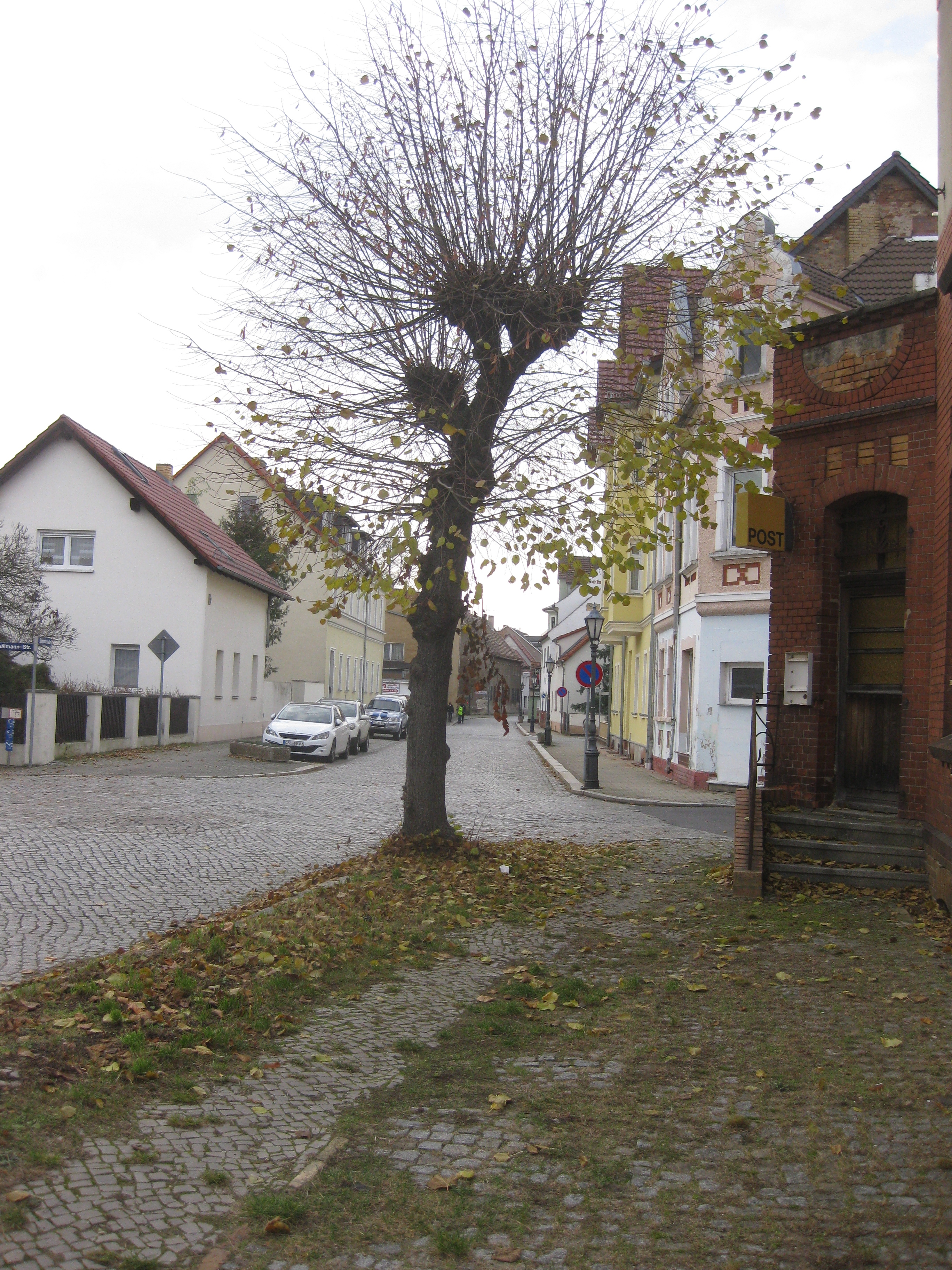
Kopflinde von Winterlinde (Tilia cordata) im Spätherbst

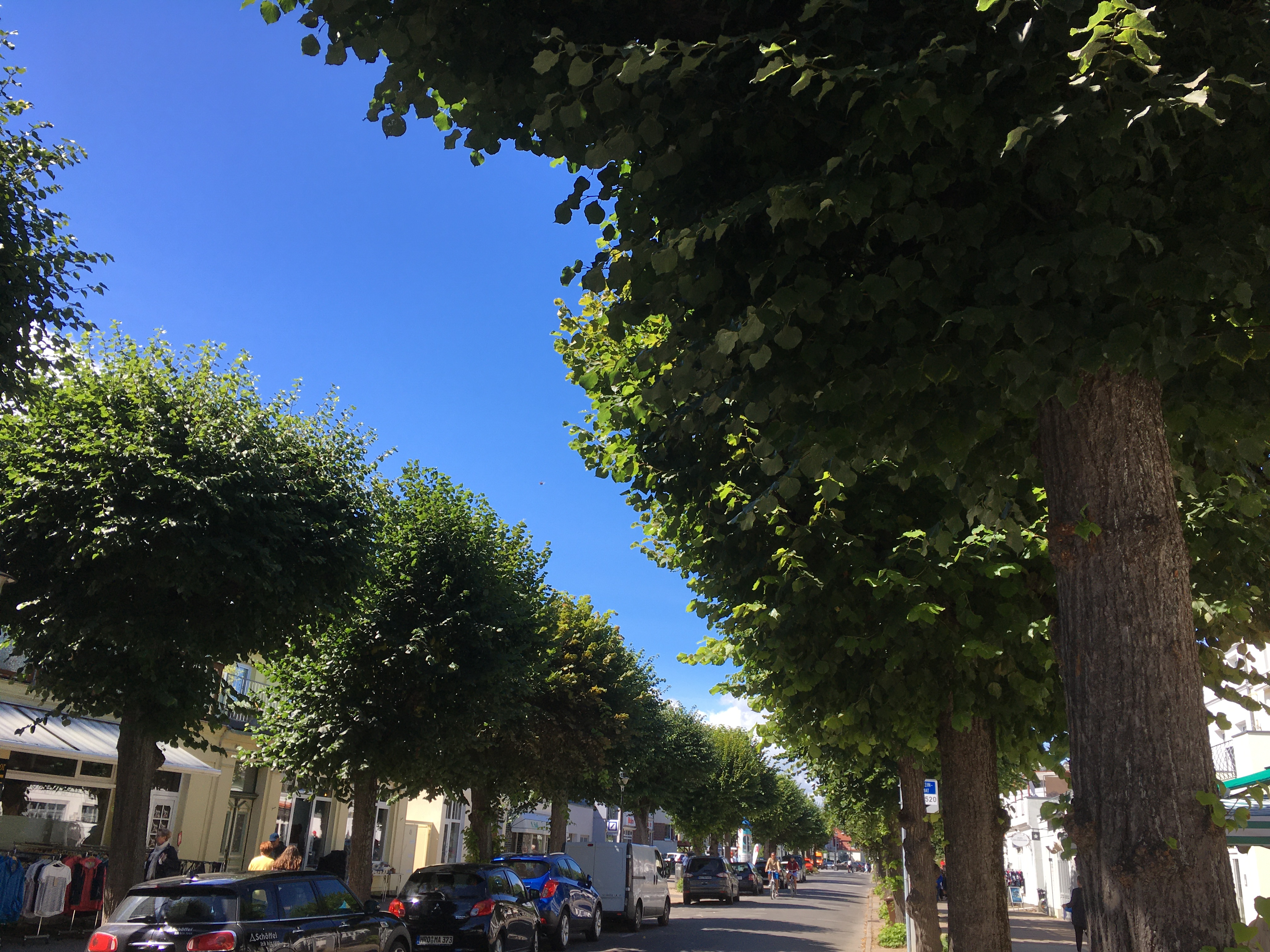
Kopflindenallee im Sommer

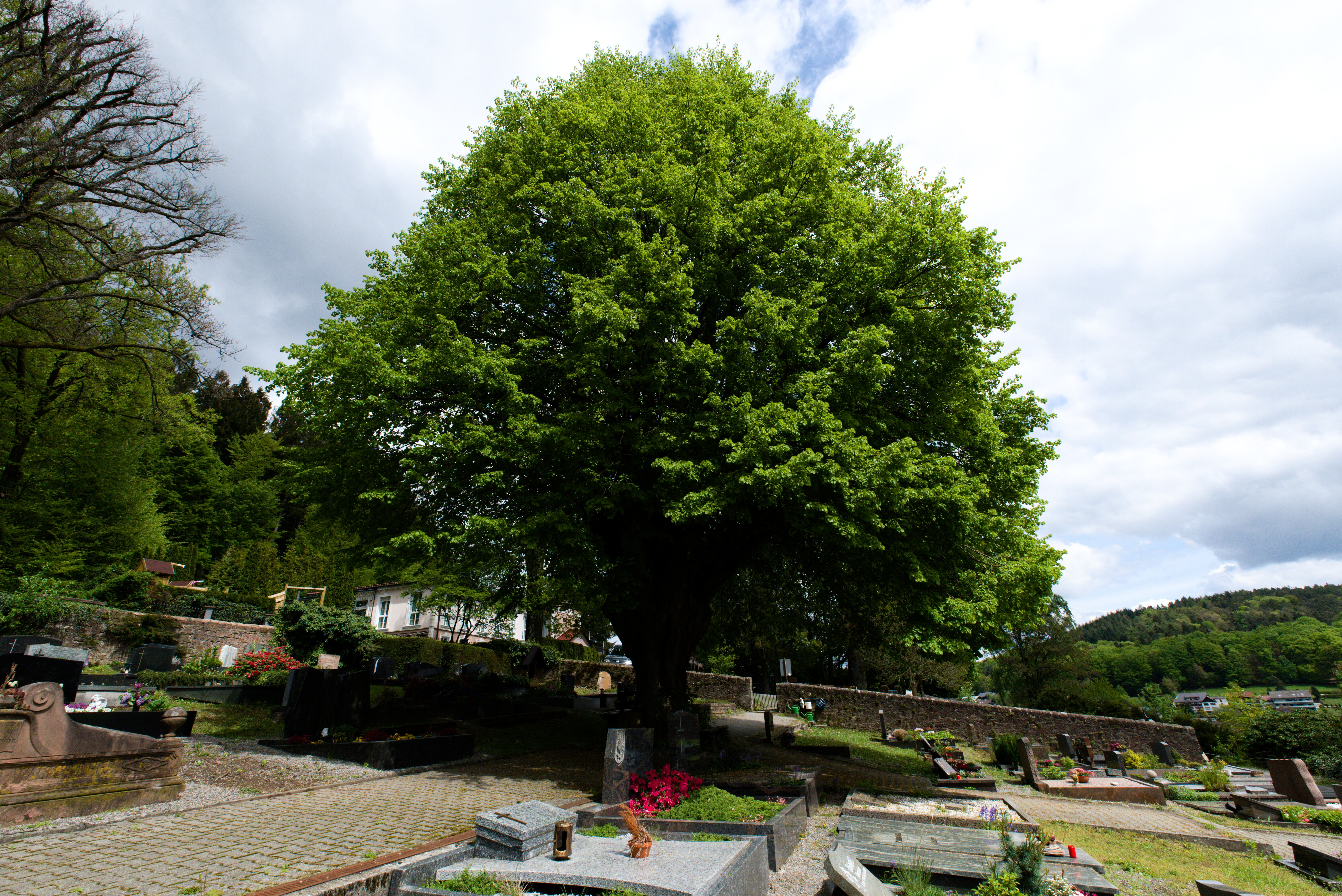
Naturdenkmal Kopflinde in Grasellenbach

Kopflinden sind Linden (Pflanzengattung), die durch Schneiteln einen „Kopf“ entwickeln. Man schneidet die Baumkrone bis auf den Stamm zurück. Durch mehrmaligen Rückschnitt bilden sich durch die stetig neue Wundüberwallung der Schnittwunden mehr oder weniger große Verdickungen auf dem Stamm und bilden damit optisch den „Kopf“ des Baumes (siehe auch Kopfweide).
Der Kopfholzbetrieb gehörte einst zu einer verbreiteten mehrfachen Flächennutzung, oft kombiniert mit der Nutzung als Streuwiese, Viehweide oder Ackerfläche. In der historischen Forstwirtschaft diente der Kopfholzbetrieb neben der Bewirtschaftung als Niederwald oder Schneitelbaum der Naturverjüngung.
Mögliche Nutzung der Kopflinden sind die Herstellung und Gewinnung von
- Lindenblüten zur medizinischen und kosmetischen Anwendung,
- Futterlaub zur Viehfütterung und
- Fasern – Lindenbast – für Seile, Stricke, Garne, Matten, Stoffe, Säcke, Segel, Schuhe etc. Noch im 19. Jahrhundert wurden Schiffe mit Lindenbastseilen und Lindenbastsegeln auf russischen Flüssen genutzt.

Ferner lieferten die Linden Nutzholz zum Schnitzen von Alltags- und Kunstgegenständen wie Löffeln, Spielzeugen und Musikinstrumenten und Holzkohle zur Nutzung als Zeichenkohle, Filterkohle (Aktivkohle).

## Beispiele
In Branderoda gibt es mehrere Kopflinden, die seit 1980 als eingetragene Naturdenkmale unter Schutz gestellt sind. Dazu zählt das Naturdenkmal „4 Winterlinden (Kopflinden in der Reihe)“ auf dem Distelberg und das Naturdenkmal „2 Winterlinden (Kopflinden)“ auf dem Lindenberg.
Als kulturhistorische Denkmale zeugen sie von einer fast vergessenen Bewirtschaftungsform. Mit einem Stamm-zu-Kopfverhältnis von ca. 1:2 belegen sie eine lange Bewirtschaftung als Kopfbaum. Welche Nutzung in Branderoda zur Ausbildung der großen Köpfe führte, ist nicht eindeutig nachgewiesen.
Ein weiteres Beispiel für die historische Nutzung und Bewirtschaftung als Kopflinden ist das Flächennaturdenkmal „Kopflinden-Hang bei Tröbsdorf“, Burgscheidungen in Richtung Thalwinkel im Biberbachtal. Eine mit 66 Bäumen fast vollständig erhaltene Kopflindenallee ist die Mühlenstraße in Warnemünde.
Die aktuelle Nutzung in Städten als straßenbegleitende Baumreihen erfordert oft kleine Baumkronen, wofür sich der Kopf-Schnitt anbietet, den die Winterlinde gut verträgt. Durch den regelmäßigen Schnitt der ganzen Reihe verbreitet sich oft auch ein Baumkrebs, der jedoch ebenfalls toleriert wird.